# Гурунц, Леонид Караханович
Леонид Караханович Гурунц (арм. Լեոնիդ Հուրունց, настоящая фамилия — Аванесов; 19 января 1913 года, Норшен (ныне Еникенд), Елизаветпольская губерния — 21 ноября 1982 года, Ереван) — армянский советский писатель

.

## Биография
Родился в семье рабочего.
Печатался с 1931 года.
В 1941 году окончил исторический факультет Азербайджанского университета.
Участник Великой Отечественной войны.
Работал в Бакинском радиокомитете. В 1949 году переехал в Ереван. С 1949 по 1952 год сотрудник редакции ереванской газеты «Коммунист». Сыграл большую роль в литературной судьбе Инны Лиснянской
В 1999 году прах Гурунца был перевезён из Еревана и захоронен в родной деревне.

## Оценки современников
«…худенький, верткий, как будто всё крутится, и всё некогда. Он в «Известиях» очерки печатает. Хороший человек, правду любит, ну, конечно, допустимую. Из-за правды ему пришлось в Армению переехать вместе с семьей». (Инна Лиснянская, «Хвастунья», монороман)

## Память

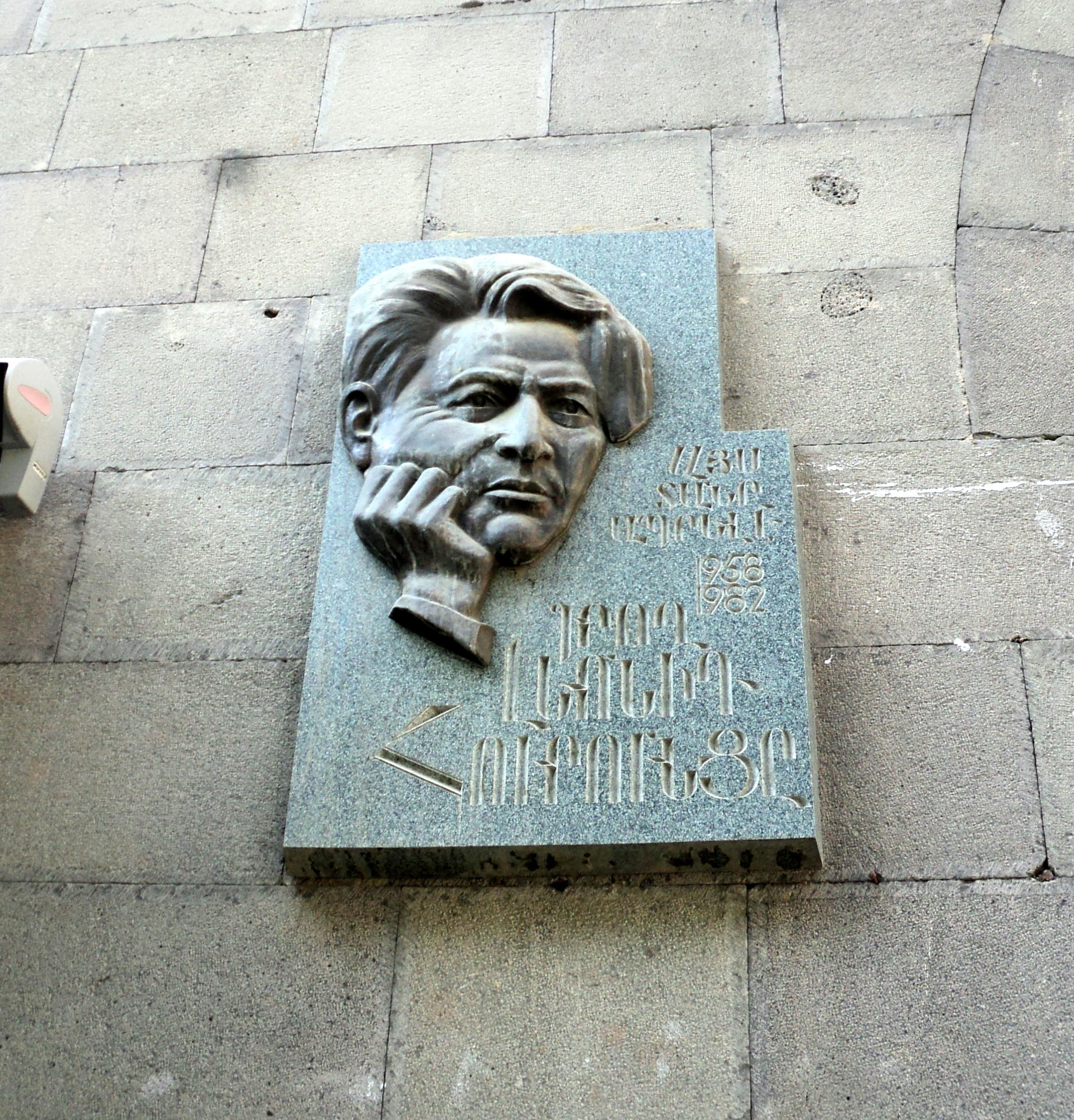
ул. Московян, 31

В Ереване на доме, где жил Гурунц с 1958 по 1982 год (ул. Московян, 31), установлена мемориальная доска.

## Награды
- Орден Трудового Красного Знамени (28 декабря 1972 года) — за заслуги в развитии советской литературы и в связи с шестидесятилетием со дня рождения[3]
- Медаль «За трудовое отличие» (27 июня 1956 года) — за выдающиеся заслуги в развитии армянского советского искусства и литературы и в связи с декадой армянского искусства и литературы в гор. Москве[4]